# Světová atletika
Světová atletika (anglicky: World Athletics, WA; do roku 2019 Mezinárodní asociace atletických federací, IAAF) je nejvyšší světovou organizací, která řídí atletiku. Byla založena v roce 1912 sedmnácti národními federacemi, členy je 214 národních federací, včetně Českého atletického svazu (ČAS). Členem zastřešující sportovní organizace SportAccord je od 20. dubna 2015.

## Název
Původní název byl International Amateur Athletics Federation – Mezinárodní amatérská atletická federace. Když slovo „amatérský“ na konci dvacátého století pozbylo svého původního významu, byl hledán nový název, který by ovšem zachoval původní zkratku. V roce 2001 byl přijat upravený název International Association of Athletics Federations – Mezinárodní asociace atletických federací. Od roku 2019 se pak nazývá World Athletics – Světová atletika.

## Organizace

### Prezidenti
| Jméno           | Země               | Doba v úřadu |
| --------------- | ------------------ | ------------ |
| Sigfrid Edström | Švédsko            | 1912–1946    |
| Lord Burghley   | Spojené království | 1946–1976    |
| Adriaan Paulen  | Nizozemsko         | 1976–1981    |
| Primo Nebiolo   | Itálie             | 1981–1999    |
| Lamine Diack    | Senegal            | 1999–2015    |
| Sebastian Coe   | Spojené království | od 2015      |

### Sídlo
Do roku 1994 byl sídlem federace Londýn. V roce 1994 organizace přesídlila do Monaka, kde se její orgány 10. 6. 1994 nastěhovaly do tamní vily Miraflores.

### Kontinentální asociace

Mapa se šesti kontinentálními členskými federacemi

Všech 214 členů asociace je rozdělo do 6 oblastních (kontinentálních) asociací.
    AAA – Asijská atletická asociace v Asii
    CAA – Africká atletická asociace v Africe
    CONSUDATLE – Konfederace jihoamerické atletiky v Jižní Americe
    EAA – Evropská atletická asociace v Evropě
    NACACAA – Severoamerická a středoamerická atletická asociace v Severní a Střední Americe
    OAA – Atletická asociace Oceánie v Oceánii

## Soutěže
WA je zastřešujícím pořadatelem několika největších světových atletických soutěží, mezi něž patří především:
| Soutěž                                 | Frekvence        |
| -------------------------------------- | ---------------- |
| Mistrovství světa v atletice           | Každé dva roky   |
| Halové mistrovství světa v atletice    | Každé dva roky   |
| Mistrovství světa v přespolním běhu    | Každý rok        |
| Mistrovství světa v půlmaratonu        | Každé dva roky   |
| Mistrovství světa v atletice do 17 let | Každé dva roky   |
| Mistrovství světa juniorů v atletice   | Každé dva roky   |
| Světový pohár v chůzi                  | Každé dva roky   |
| Světový pohár v atletice               | Každé čtyři roky |
| Zlatá liga                             | Každý rok        |
| Světové atletické finále               | Každý rok        |

## Atlet světa
Od roku 1988 WA (tehdy ještě jako IAAF) každoročně vyhlašuje v mužské i ženské kategorii nejlepšího atleta a atletku sezóny (World Athlete of the Year). Dosud jediným českým vítězem ankety byl v roce 2000 zvolen oštěpař Jan Železný.